# کیسون (شرکت)
هلدینگ کیسون از شرکت‌های بزرگ ساختمان‌سازی ایرانی و بین‌المللی است. این شرکت هفت بار به عنوان صادرکننده نمونه خدمات فنی و مهندسی در ایران انتخاب شده است. کیسون در سال ۱۹۷۵ تأسیس شده‌است.